# 測度の緊密性
数学における緊密性（きんみつせい、英: tightness）とは、測度論の分野に現れるある概念である。直感的には、ある与えられた測度の全体が「無限大へと逃げない」ことを意味する。

## 定義
(X, T) をある位相空間とし、Σ を X 上の σ-代数で位相 T を含むようなものとする（したがって、X のすべての開部分集合は可測集合であり、Σ は少なくとも X 上のボレル σ-代数と同程度良質なものである）。M を Σ 上の測度（符号付測度あるいは複素測度）の全体とする。そのような全体 M が緊密（あるいは、一様緊密ともしばしば呼ばれる）であるとは、任意の ε > 0 に対して、ある X のコンパクト部分集合 Kε が存在し、
{\displaystyle |\mu |(X\setminus K_{\varepsilon })<\varepsilon }
が M 内のすべての測度 μ に対して成立することを言う。ここで {\displaystyle |\mu |} は測度 {\displaystyle \mu } の全変動を表す。扱う測度が確率測度であることは頻繁に起こり、その様な場合、上式は
{\displaystyle \mu (K_{\varepsilon })>1-\varepsilon \,}
と書き換えられる。緊密な全体 M が単一の測度 μ のみで構成されるとき、そのような μ は（研究者によって）緊密測度（tight measure）あるいは内部正則測度と呼ばれる。
Y が X に値を取る確率変数で、その X 上の確率分布が緊密測度であるなら、そのような Y は可分確率変数（separable random variable）あるいはラドン確率変数（Radon random variable）と呼ばれる。

## 例

### コンパクト空間
X が距離化可能なコンパクト空間であるなら、X 上のすべての（複素測度でもあり得る）測度の全体は緊密である。距離化不可能なコンパクト空間に対しては、この限りではない。区間 {\displaystyle [0,\omega _{1}]} を順序位相を備えるものとすると、その上にはある内部正則ではない測度 {\displaystyle \mu } が存在する。したがって単元集合 {\displaystyle \{\mu \}} は緊密ではない。

### ポーランド空間
X がポーランド空間であるなら、X 上のすべての確率測度は緊密である。さらにプロホロフの定理によれば、X 上の確率測度の全体が緊密であるための必要十分条件は、それが弱収束位相においてプレコンパクトであることである。

### 点質量の全体
通常のボレル位相を備える実数直線 R を考える。δx をディラック測度、すなわち R 内の点 x における単位質量とする。次のような全体
{\displaystyle M_{1}:=\{\delta _{n}|n\in \mathbb {N} \}}
は緊密ではない。なぜならばR 内のコンパクト部分集合は必ず閉かつ有界で、その有界性のためにそのような任意の集合は、十分大きな n に対して δn-測度ゼロとなる。一方、次のような全体
{\displaystyle M_{2}:=\{\delta _{1/n}|n\in \mathbb {N} \}}
は緊密である。実際、コンパクトな区間 [0, 1] が任意の η > 0 に対する Kη としての役割を担う。一般に、Rn 上のディラックデルタ測度の全体が緊密であるための必要十分条件は、それらの台の全体が有界であることである。

### ガウス測度の全体
通常のボレル位相と σ-代数を備える n-次元ユークリッド空間 Rn を考える。また、次のようなガウス測度の全体
{\displaystyle \Gamma =\{\gamma _{i}|i\in I\},}
を考える。ここで測度 γi の Rn 内における期待値（平均）は μi であり、分散は σi2 > 0 である。このとき、全体 Γ が緊密であるための必要十分条件は、全体 {\displaystyle \{\mu _{i}|i\in I\}\subseteq \mathbb {R} ^{n}} および {\displaystyle \{\sigma _{i}^{2}|i\in I\}\subseteq \mathbb {R} } がいずれも有界であることである。

## 緊密性と収束
緊密性はしばしば、確率測度の列の弱収束を証明するために必要な条件となる。特に、測度空間が無限次元であるときに、そのようになる。次の記事を参照されたい。
- 有限次元分布
- プロホロフの定理
- 古典ウィーナー空間における緊密性（英語版）
- スコロホッド空間における緊密性

## 指数緊密性
緊密性の一つの一般化として、大偏差理論に応用される、指数緊密性（exponential tightness）という概念がある。あるハウスドルフ位相空間 X 上の確率測度の族 (μδ)δ>0 が指数的に緊密（exponentially tight）であるとは、任意の η > 0 に対して X のあるコンパクトな部分集合 Kη が存在し、
{\displaystyle \limsup _{\delta \downarrow 0}\delta \log \mu _{\delta }(X\setminus K_{\eta })<-\eta }
が成立することを言う。